# الجمعية المغربية البريطانية
الجمعية المغربية البريطانية تم إنشاؤها في 23 فبراير 2003. هدفها هو توفير الوسائل والسماح للمغاربة والبريطانيين باكتساب فهم متبادل أفضل لحضاراتهم وثقافاتهم ومؤسساتهم السياسية والأكاديمية والعلمية والاقتصادية والمالية والتجارية من أجل تعزيز وتعزيز علاقات الصداقة والتعاون بينهم.
دعت للا جمالة إلى مزيد من الحوار بين الأديان. وفي حديثها في مؤتمر عام 2007 حول ضرورة تبني المسلمين للديمقراطية، قالت إن هناك «ضرورة حيوية» لزيادة الحوار بين الأديان الثلاثة (المسيحية واليهودية والإسلام)، وأن «القيم المشتركة بين هذه الأديان تتجاوز الاختلافات الدينية لتعدديتنا الروحية» وأن الفهم الأفضل لـ «ما نشاركه يمكن أن يساعدنا في قبول واحترام ما يفرقنا بشكل أفضل».

## الأنشطة
في عام 2007 أصبحت الجمعية الراعي الرئيسي لمشروع «مقدس: اكتشف ما نشاركه»، وهو مشروع مكتبة بريطانية عرض أقدم النصوص الباقية من الديانات الإبراهيمية جنبًا إلى جنب.
ووصفت جمالة المشروع بأنه «يهدف إلى تعزيز الحوار بين الأديان في هذه الأوقات من التوترات السياسية والدينية السائدة على الصعيد الدولي». وتابعت: «إن الجمعية المغربية البريطانية في مساهمتها في هذا الحدث تسعى إلى إبراز النموذج المغربي، حيث احترام الأديان هو القاعدة، لطالما عارض الإسلام في المغرب التطرف ومكّن الناس من العيش في سلام ووئام وذكاء جيد مع جميع الأديان والمجتمعات الدينية».

## زمالة الملك محمد السادس
في عام 2004 تلقى مركز الشرق الأوسط في كلية سانت أنتوني بجامعة أكسفورد تبرعًا بقيمة 1.5 مليون جنيه إسترليني من الجمعية المغربية البريطانية لإنشاء «زمالة الملك محمد السادس في الدراسات المغربية والمتوسطية». في عام 2007 كتب يوجين روغان أن «زمالة الملك محمد السادس في الدراسات المغربية والمتوسطية كانت بمثابة الأساس لتوسيع التعاون بين الأكاديميين المغاربة وبريطانيا العظمى، ومكنت وزارة التعليم والثقافة من تطوير عملها في شمال إفريقيا بشكل كبير». انتقدها روبن سيمكوكس من مركز التماسك الاجتماعي (الذي اندمج لاحقًا مع مركز أبحاث المحافظين الجدد في جمعية هنري جاكسون).